# Titularbistum Gigthi
Das Bistum Gigthi (lateinisch Dioecesis Gigthensis, italienisch diocesi di Gigti) ist ein Titularbistum der römisch-katholischen Kirche. 
Es geht zurück auf ein untergegangenes Bistum der antiken Stadt Gigthis in Nordafrika im heutigen Tunesien.
| Titularbischöfe von Gigthi |                                  |                                                       |                  |                   |
| Nr.                        | Name                             | Amt                                                   | von              | bis               |
| 1                          | Adriano Jaime Miriam Veigle TOR  | Prälat von Borba (Brasilien)                          | 23. März 1966    | 26. Mai 1978      |
| 2                          | Alphonse-Marie Runiga Musanganya | Weihbischof in Kisangani (Zaïre)                      | 3. Mai 1979      | 4. September 1980 |
| 3                          | John Moore SMA                   | Apostolischer Vikar von Bauchi (Nigeria)              | 5. Juli 1996     | 31. Dezember 2003 |
| 4                          | Marcel Madila Basanguka          | Weihbischof in Kananga (Demokratische Republik Kongo) | 27. Februar 2004 | 9. Dezember 2006  |
| 5                          | Anthony Francis Sharma SJ        | Apostolischer Vikar von Nepal (Nepal)                 | 10. Februar 2007 | 8. Dezember 2015  |